# Stazione di Reggio Calabria Pellaro
La stazione di Reggio Calabria Pellaro è uno dei principali scali ferroviari della città di Reggio Calabria, situata a 11 km a Sud del capoluogo reggino, nel quartiere di Pellaro.

## Strutture e impianti
Reggio di Calabria Pellaro è composta da 3 binari; il binario uno in direzione Metaponto (Jonica), il binario due in direzione Reggio Calabria e infine il terzo binario è usato per precedenze. Quest'ultimo ha la deviata fissata a 30 km/h. In seguito al raddoppio tra RC Pellaro e Melito di Porto Salvo con la consegna dei lavori avvenuta a settembre 2006, hanno anche elettrificato la linea aerea sotto i 3 kV spingendosi fino a Melito di Porto Salvo dove tutt'oggi termina la catenaria. Oltre Melito di Porto Salvo la linea non è elettrificata e a singolo binario, pertanto possono viaggiare solo ed esclusivamente treni a trazione termica ad esempio D445, ALn 668, ALn 663 e Swing

## Movimento
La stazione è servita dai treni del Servizio ferroviario suburbano di Reggio Calabria e dai seguenti regionali:
- Melito di Porto Salvo - Rosarno / Paola / Cosenza
- Reggio Calabria Centrale - Roccella Ionica e vv.
- Reggio Calabria Centrale - Catanzaro Lido e vv.

## Interscambi
È possibile muoversi nei dintorni di Pellaro in coincidenza con i bus urbani ATAM che fermano sia nella via Longitudinale e nella via Nazionale antistante la stazione.
Gli autobus che passano dalla stazione di Reggio di Calabria Pellaro sono:
- 111 Pellaro Macellari
- 113 Pellaro San Filippo
- 114 Bocale II
- 115 Lazzaro

Per tanto, gli orari sono consultabili presso il sito dell'Azienda Trasporti per l'Area Metropolitana.
Sito web: http://www.atam.rc.it/

## Servizi
La stazione è fornita di soli servizi ferroviari essenziali.
- Sottopassaggio pedonale
- Annuncio sonoro arrivo e partenza treni
- Parcheggio
- Autolinee urbane

## Galleria d'immagini

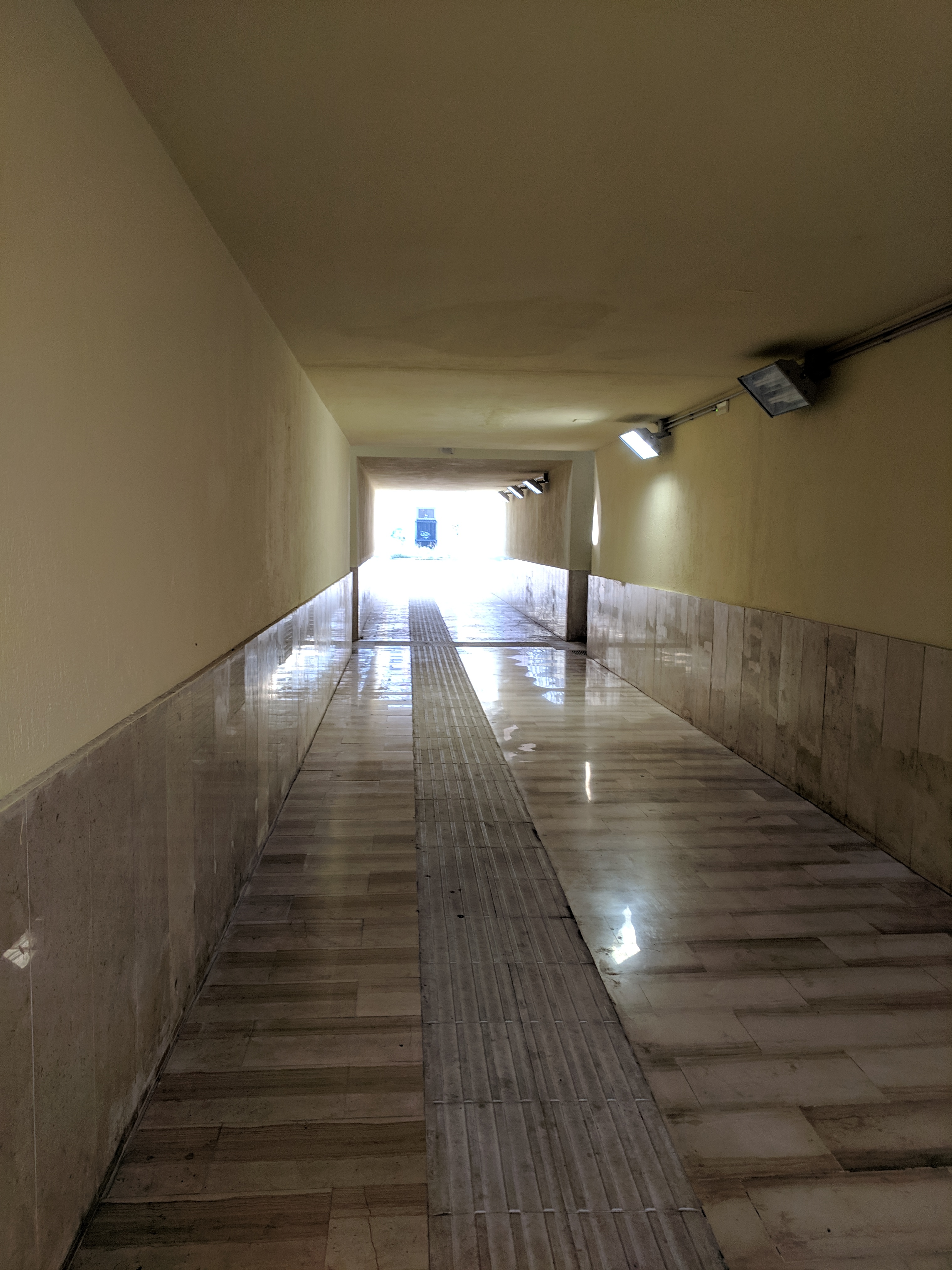
Sottopassaggio che porta ai binari 2/3
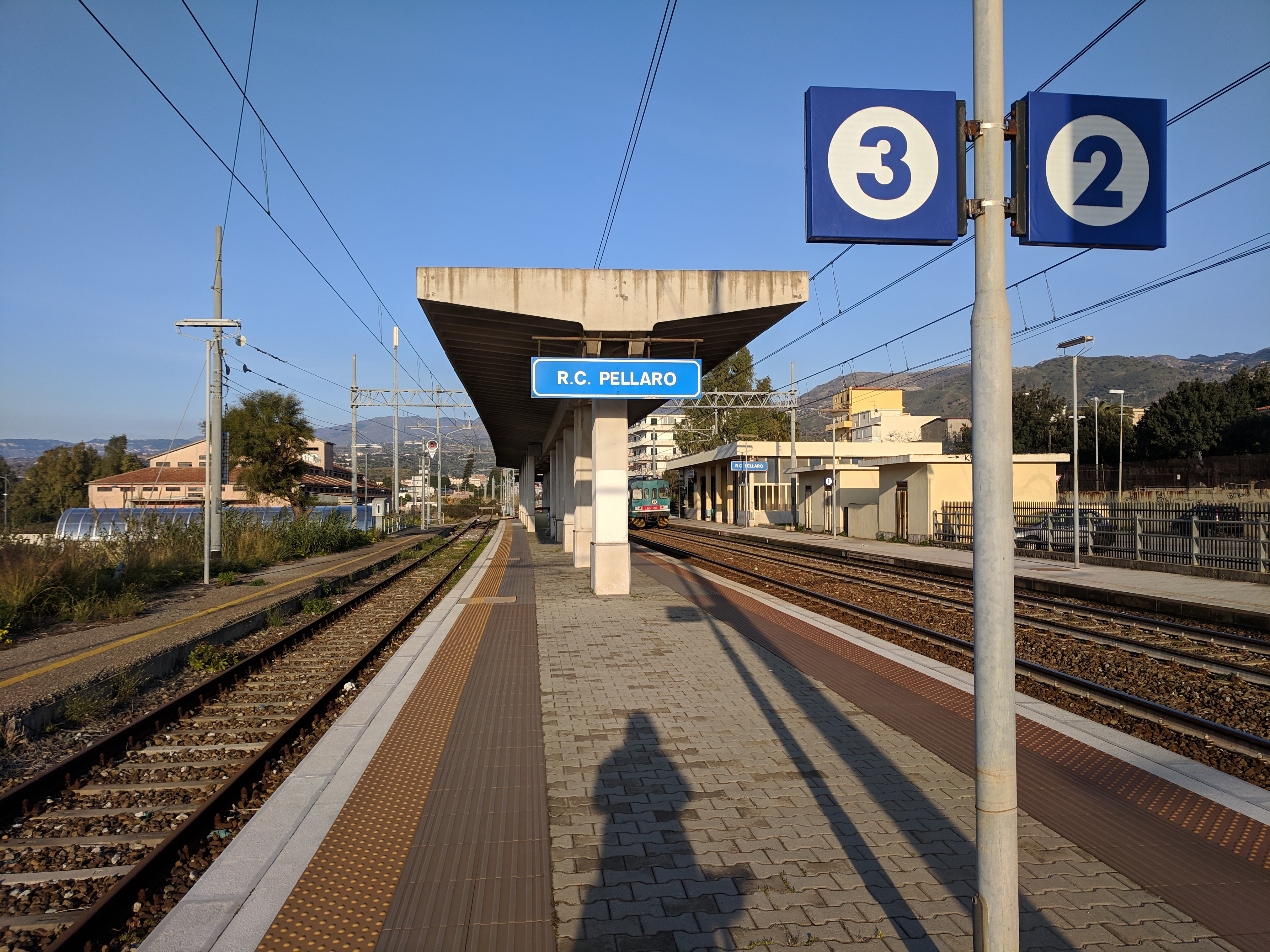
Vista dei binari dall'interno della stazione